# Nicolas Hoydonckx
Nicolaus Huibrecht Hoydonckx, dit Nicolas Hoydonckx, Nic Hoydonckx ou encore Nico Hoydonckx, né le 29 décembre 1900 à Zolder en Belgique et mort le 4 février 1985 à Hasselt en Belgique, est un footballeur international belge.
Il a joué comme défenseur durant l'entre-deux-guerres, à Berchem, Hasselt et Tilleur.
Il a été sélectionné en équipe de Belgique à 36 reprises. Il a participé au tournoi olympique de 1928 et à la coupe du monde de football 1930.

## Palmarès
- International A de 1928 à 1933 (36 sélections)
- Participation aux Jeux olympiques de 1928 (3 matches joués)
- Participation à la Coupe du monde en 1930 (2 matches joués)